# Каприно-Веронезе
Каприно-Веронезе (італ. Caprino Veronese, вен. Caprin Veronexe) — муніципалітет в Італії, у регіоні Венето, провінція Верона.
Каприно-Веронезе розташоване на відстані близько 440 км на північ від Рима, 125 км на захід від Венеції, 24 км на північний захід від Верони.
Населення — 8338 осіб (2014).
Щорічний фестиваль відбувається 2 серпня. Покровитель — Assunzione di Maria.

## Демографія
Населення за роками:

Станом на 1 січня 2023 року в муніципалітеті офіційно проживав 1001 іноземець з 64 країн, серед них 522 громадяни країн Євросоюзу та 16 громадян України.

## Сусідні муніципалітети
- Брентіно-Беллуно
- Костермано
- Феррара-ді-Монте-Бальдо
- Риволі-Веронезе
- Сан-Цено-ді-Монтанья